# Паж мачева
Паж мачева је карта која се користи у картама латинске боје које укључују тарот шпилове . То је део онога што читаоци тарот карата називају „ Мала Аркана “
Тарот карте се користе широм Европе за играње тарот карташких игара . 

## Симболизам
Тарот карта Страница мачева приказује младића који држи мач ка небу. Његово тело и мач се крећу у истом правцу док он окреће главу на супротну страну, у знак своје радозналости за стварима које га окружују, а не само за задатим путем.  Иако опремљен мачем, иначе носи само лаку одору која му омогућава да се слободно креће и напредује, а не тежак оклоп који би га само ометао на путу. Јак поветарац дува кроз човекову косу, а облаци који се назиру у позадини преносе енергичну динамику својствену овој карти. 
Алтернативне интерпретације укључују несташан карактер, злу намеру, уништену репутацију, оговарање или брбљање, нерад или подстицање драме и гласина.